# Oued Sebaa
Oued Sebaa est une commune de la wilaya de Sidi Bel Abbès, en Algérie.

## Géographie

### Situation
Oued Sebaa est située a 80 km au sud-ouest de Sidi Bel Abbès et dans l'axe Saïda-Tlemcen sur les hauts plateaux.
| Aïn Tallout (Tlemcen) | El Haçaiba | Aïn Tindamine     |
| Ras el Ma             | Oued Sebaa | Dhaya; Sidi Chaib |
| Ras el Ma             | Ras el Ma  | Bir El Hammam     |

### Lieux-dits, quartiers et hameaux
La commune de Oued Sebaa est composée de plusieurs quartiers : (elkarya-القرية) veut dire le village, et c'est la premiere partie réalisée dans le cadre d'un grand programme de l'ex-president houari boumedienne,
(lakoumine) veut dire la commune, (Elka) le camp, (elgtaa). La rive et le village agricole ainsi que quelques hameaux qui ont disparu cause des nouvelles constructions.
Lieux-dits : Touazizine, Oum legwayem, relier par (l'oued) la rivière. Autres lieux en forêts comme Marhoum, Sidi Drisse, Aouin Tamara Benftouha. Toute cette zone s'appelait autrefois Le Mouilah et le village était Sabbah.

## Sources, notes et références
1. ↑  « Wilaya de Sidi Bel Abbès : répartition de la population résidente des ménages ordinaires et collectifs, selon la commune de résidence et la dispersion ». Données du recensement général de la population et de l'habitat de 2008 sur le site de l'ONS.